# Île Matagorda
Pour les articles homonymes, voir Matagorda.
L'île Matagorda ou Matagorda Island est une île barrière des États-Unis d'Amérique au Texas dans le comté de Calhoun.

## Géographie
Elle est située à 11 km au sud de Port O'Connor et s'étend sur 60 km pour une largeur d'environ 3,5 km. Elle fait partie du Texas Parks and Wildlife Department et de l'United States Fish and Wildlife Service